# Mont-Saint-Amand
Mont-Saint-Amand ou Mont-Saint-Amand-lez-Gand — en néerlandais : Sint-Amandsberg — est une section de la ville belge de Gand située en Région flamande dans la province de Flandre-Orientale.

## Culture et patrimoine

### Béguinage
Le béguinage de Mont-Saint-Amand-lez-Gand fait partie des treize béguinages flamands classés en 1998 au Patrimoine mondial.
La béguine Marcella Pattyn y a notamment vécu de 1941 à 1960.
Cimetière Campo Santo (Gand), le Père-Lachaise flamand, nommé d'après le cimetière Campo Santo au Vatican.

## Personnalités nées à Mont-Saint-Amand
- Geo Verbanck, 1881-1961, sculpteur, entre autres au cimetière Campo Santo
- Carlos De Baeck (1906 ‒ 1993), avocat et homme politique
- Christine D'haen (1923 ‒ 2009), poétesse
- Nancy Dee (1949 ‒ ), chanteuse
- Sas van Rouveroij (1957 ‒ ), homme politique
- Lieve Blancquaert (1963 ‒ ), photographe, photojournaliste et réalisatrice
- Didier Seeuws (1965 ‒ ), diplomate
- Dimitri Claeys (1987 ‒ ), coureur cycliste